# Lüdenscheider Nachrichten

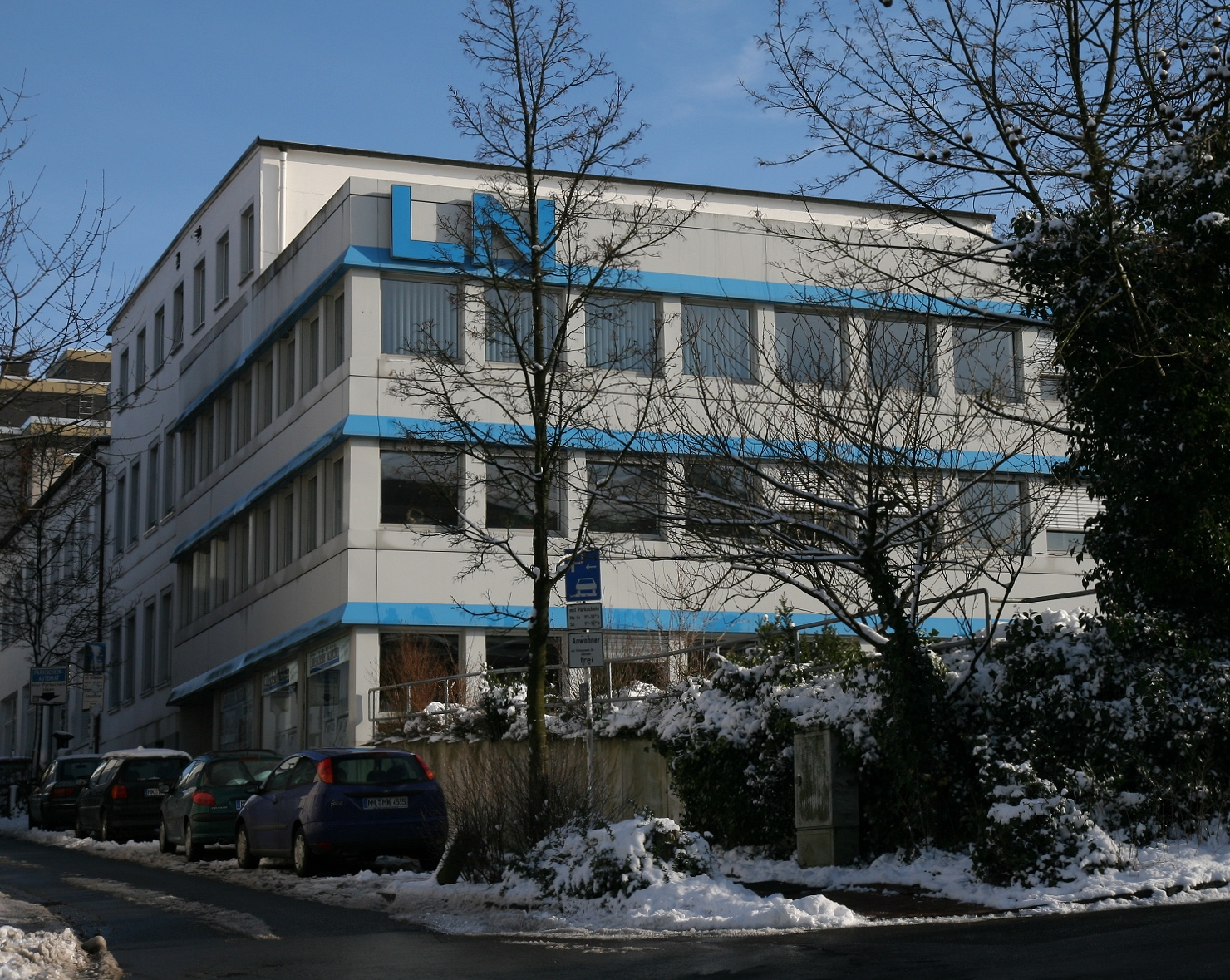
Altes Verlagsgebäude in Lüdenscheid

Lüdenscheider Nachrichten (LN) ist eine regionale Tageszeitung in Lüdenscheid und Umgebung im südlichen Märkischen Kreis. Sie ist die einzige lokale Tageszeitung in Lüdenscheid, nachdem die Westfälische Rundschau sich seit dem 1. Januar 2014 völlig aus der Region Lüdenscheid zurückgezogen hat. Die LN erscheinen täglich außer sonntags und teilweise auch nicht an Feiertagen. Die LN feierte im Jahr 2004 ihr 150-jähriges Bestehen. Sie gehört zur Mediengruppe des Verlegers Dirk Ippen.
Die Lüdenscheider Nachrichten werden vom Märkischen Zeitungsverlag verlegt. Dazu gehören auch, mit eigenen Lokalteilen, die Meinerzhagener Zeitung (MZ), das Altenaer Kreisblatt (AK), der Allgemeine Anzeiger (AA, Halver) und der Süderländer Volksfreund (SV, Werdohl). Die in Meinerzhagen gedruckte Gesamtauflage der genannten Zeitungen beträgt 21.266 Exemplare. Die Einzelauflage der Lüdenscheider Nachrichten wird seit 2015 nicht mehr ausgewiesen.
Die LN kooperieren redaktionell und technisch mit dem Süderländer Tageblatt (ST, Plettenberg), das lange in einem eigenständigen Verlag erschien, zum Jahresbeginn 2017 aber auch zum Märkischen Zeitungsverlag gehört.
Zu Beginn der 1990er Jahre wurden außerdem im nördlichen Teil des Märkischen Kreises neue Zeitungstitel gegründet: Die Neue Iserlohner Presse, die Neue Hemeraner Presse sowie die Neue Letmather Presse. Nach kurzer Zeit verschwanden diese Titel allerdings wieder vom Markt.
Die Lüdenscheider Nachrichten sind ein Kopfblatt des in Hamm erscheinenden Westfälischen Anzeigers, von dem der gesamte überregionale Teil übernommen wird. Der Westfälische Anzeiger beliefert mit seinem Mantelteil auch die im eigenen Verlag erscheinende Tageszeitung Der Patriot in Lippstadt, zum Teil den Hellweger Anzeiger in Unna sowie den Partnerverlag in Soest, in dem der Soester Anzeiger verlegt wird.
Die LN gehören zum Zeitungskonzern von Dirk Ippen, dem u. a. der Münchner Merkur, die Boulevardzeitung tz (München), die Kreiszeitung in Syke, die Altmark-Zeitung, das Fehmarnsche Tageblatt, die Offenbach-Post (seit 1. Januar 2005 zu 100 %) sowie seit Mitte 2005 die Hessische/Niedersächsische Allgemeine in Kassel gehören.
Der Chefredakteur der Lüdenscheider Nachrichten ist Martin Krigar.

## Auflage
Die verkaufte Auflage der Lüdenscheider Nachrichten betrug 2014, dem Zeitpunkt der letztmaligen Meldung an die IVW, 14.375 Exemplare. Das entspricht einem Rückgang von 5188 Stück oder 27 Prozent gegenüber 1998. Danach stellte das Blatt die Meldung der Auflagenzahlen an die IVW ein.
| 1998  | 1999  | 2000  | 2001  | 2002  | 2003  | 2004  | 2005  | 2006  | 2007  | 2008  | 2009  | 2010  | 2011  | 2012  | 2013  | 2014  | 2015 | 2016 | 2017 | 2018 | 2019 | 2020 | 2021 | 2022 | 2023 | 2024 |
| ----- | ----- | ----- | ----- | ----- | ----- | ----- | ----- | ----- | ----- | ----- | ----- | ----- | ----- | ----- | ----- | ----- | ---- | ---- | ---- | ---- | ---- | ---- | ---- | ---- | ---- | ---- |
| 19095 | 18642 | 18243 | 18071 | 17622 | 17153 | 16584 | 16027 | 15671 | 15291 | 15190 | 15040 | 14855 | 14442 | 14288 | 14502 | 14375 |      |      |      |      |      |      |      |      |      |      |

## Umstrukturierung
Wie bei vielen anderen Tageszeitungen, haben Umstrukturierungsmaßnahmen auch bei den Lüdenscheider Nachrichten in den vergangenen Jahren Arbeitsplätze gekostet. So wurden Onlineredaktion und die Buchhaltung 2004 von der Mantelredaktion des Westfälischen Anzeigers in Hamm übernommen und die Arbeitsplätze vor Ort in Lüdenscheid gestrichen.
Im Sommer 2006 entließ die LN die Fotoredakteure. Diese Arbeit wird seither von den jeweiligen Ressort-Redakteuren oder freien Mitarbeitern übernommen.
Auch werden bei Neueinstellungen die Beschäftigten des Märkischen Zeitungsverlags nicht mehr zu Tarifkonditionen bezahlt. Die betreffenden Gesellschaften sind aus dem Verlegerverband ausgeschieden und damit nicht mehr an den Tarifvertrag gebunden. Ein Großteil der Berichterstattung wird zudem von freien Mitarbeitern übernommen.
Im März 2010 wurde bekannt, dass die mit den LN kooperierende Mendener Zeitung nach 150 Jahren zum 31. März 2010 eingestellt wird.

## Neubau des Stammsitzes
Der Märkische Zeitungsverlag (MZV) gab am 13. Mai 2011 bekannt, dass sein bisheriger Stammsitz an der Schillerstraße 20 in der Lüdenscheider Innenstadt abgerissen und durch einen 3-stöckigen Neubau mit unterirdischem Parkhaus ersetzt wird. Die Nutzfläche dieses Gebäudes beträgt 1505 Quadratmeter. Außerdem gibt es einen weiteren 3-stöckigen Neubau mit 1585 Quadratmetern. Teilweise sollen die Flächen von den neuen, beiden Gebäuden vermietet werden. Mit dem Abriss des alten Gebäudes wurde am 2. Januar 2012 begonnen. Am 3. Dezember 2012 wurde bekannt, dass Ende des 4. Quartals 2013 beide Bauten stehen sollen.
Nach Fertigstellung des neuen Gebäudes ist Ende Februar 2014 die Redaktion der Lüdenscheider Nachrichten in ihren Neubau an der Schillerstraße umgezogen.
Im Rahmen des MZV-Neubaues soll auch die Anbindung vom Kulturhausgarten in Richtung Altstadt aufgewertet werden. Der Märkische Zeitungsverlag möchte im Zuge dessen an der Schillerstraße auch die Anbindung an den Kurt-Weill-Weg, die Turmstraße sowie den Kulturhausgarten umfassend erneuern. Es soll eine Stufenanlage aus dem Park heraus gebaut werden, die sowohl den Durchgang durch die beiden neuen Gebäude in Richtung Turmstraße als auch in Richtung Kulturhaus ermöglichen soll. Die Kosten hierfür will der Bauträger übernehmen, also der Märkische Zeitungsverlag.